# Anarquismo e questões relacionadas ao amor e sexo
Desde as suas origens, o anarquismo tem desempenhado um papel importante na promoção do amor livre. No final do século XIX e início do século XX, desenvolve-se no movimento libertário manifestações em favor do anarquismo relacional, com o advento da educação sexual, a consolidação do anarcofeminismo e das lutas pelos direitos LGBT.
Os principais pensadores anarquistas (exceto Proudhon) geralmente apoiavam a igualdade das mulheres. Os defensores do amor livre às vezes traçaram suas raízes em Josiah Warren e em comunidades experimentais, vendo a liberdade sexual e/ou româmtica como uma expressão da autopropriedade de um indivíduo.
Atualmente, os anarquistas também têm tomado posição acerca de temas relacionados ao sexo, como a pornografia, BSDM e a indústria do sexo.

## Precedentes
A maior parte dos homens pensadores anarquistas apoiaram fortemente a igualdade entre os gêneros e direitos das mulheres. Mikhail Bakunin, por exemplo, opôs-se ao patriarcado e a maneira com que as leis "sujeitavam as mulheres à absoluta submissão aos homens". Ele argumentou que "a igualdade de direitos deve pertencer aos homens e as mulheres", de modo que as mulheres pudessem "tornar-se independentes e serem livres para viver planejar a vida do seu próprio jeito". Bakunin reforçou que as mulheres deveriam ter "total liberdade sexual" e o "fim da autoritária instituição familiar". Pierre-Joseph Proudhon, por outro lado, foi uma exceção, e via a família como o pilar mais básico da sociedade e da moralidade e defendia que as mulheres cumprissem um papel tradicional na família.
Em seu ensaio A Alma do Homem sob o Socialismo, Oscar Wilde defende apaixonadamente uma sociedade igualitária onde a riqueza seria compartilhada por todos, ao mesmo tempo que alerta os perigos de um socialismo autoritário que poderia vir a destruir a individualidade. Mais tarde, Wilde viria a comentar: "Eu acredito que sou mais que um socialista. Sou algum tipo de anarquista, acredito". Os posicionamentos libertários de Wilde eram compartilhados por John Henry Mackay e Edward Carpenter, que no final do século XIX, lutaram ativamente pela emancipação homossexual.
Louise Michel foi uma das primeiras anarquistas mulheres a se posicionar sobre temas relacionados ao amor e sexo. Suas opiniões sobre relacionamentos entre homens e mulheres são conhecidas: "Se a igualdade entre os sexos fosse devidamente reconhecida, tal fato seria uma notável exceção para a história da estupidez humana. Enquanto isso, a mulher sempre será, nas palavras do velho Molière, a sopa do homem". Voltairine de Cleyre, em seu ensaio Sex Slavery de 1890, condena os ideias de beleza que encorajam as mulheres a deformarem seus corpos.

## Amor livre

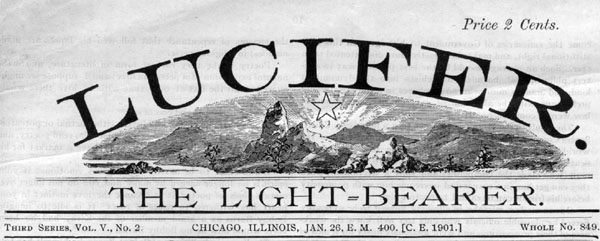
Lucifer the Lightbearer, um influente jornal anarquista estadunidense de amor livre

Uma importante corrente dentro do anarquismo individualista americano era o amor livre. Os defensores do amor livre às vezes traçaram suas raízes em Josiah Warren e em comunidades experimentais, vistas a liberdade sexual como uma expressão clara e direta da autopropriedade de um indivíduo. O amor livre enfatizava particularmente os direitos das mulheres, uma vez que a maioria das leis sexuais discriminava as mulheres: por exemplo, leis de casamento e medidas anticoncepcionais. O mais importante jornal americano do amor livre foi Lucifer the Lightbearer (1883–1907), editado por Moses Harman e Lois Waisbrooker, mas também existiam The Word de Ezra Heywood e Angela Heywood (1872–1890, 1892–1893). Também M. E. Lazarus foi um importante anarquista individualista americano que promoveu o amor livre.